# Лёмпа, Юзеф
Юзеф Пётр Лёмпа (пол. Józef Piotr Lompa, 29 июня 1797 года, Олесно — 29 марта 1863 года, Возники) — польский силезский литератор, переводчик, публицист, этнограф и пионер народного просвещения. Предвестник польского национального возрождения в Верхней Силезии, автор школьных учебников.

## Биография
Родился в 1797 в Олесне в семье мелкого ремесленника Михала Лёмпы и его жены Юзефы из рода Стружек, происходившей из Добродзеня. В семейном доме имелась овощная лавка.
В Олесне получил начальное образование и научился играть на органе и скрипке. Работал органистом в Велюне, затем служил в родном городе писарем, судебным переводчиком, гувернером и секретарем Генеральной комиссии по земельным и крестьянским вопросам. В 1815—1817 годах учился в Бреслау в католической семинарии. После завершения образования учительствовал в начальных школах в районе Вартенберг, Ломнице и Люблинце. Содействовал открытию начальной школы в Любше близ Люблинца, затем около тридцати лет занимал там должность учителя. Одновременно выполнял функции гминного писаря и органиста. Благодаря знанию языков был присяжным переводчиком польского, чешского и немецкого языков и принимал участие в работе комиссии по определению границы между Царством Польским и прусской Силезией.
В Любше стал заниматься писательской и общественной деятельностью, а также участвовать в польском национальном движении, за что в 1849 году был в дисциплинарном порядке уволен властями округа Оппельн с лишением пенсии и служебного жилья. Из-за полицейского преследования в 1858 году был вынужден переехать в Возники, где работал судебным переводчиком.
Был дважды женат, имел шестнадцать детей. Умер в 1863 году, похоронен на кладбище в Возниках.

## Общественная деятельность

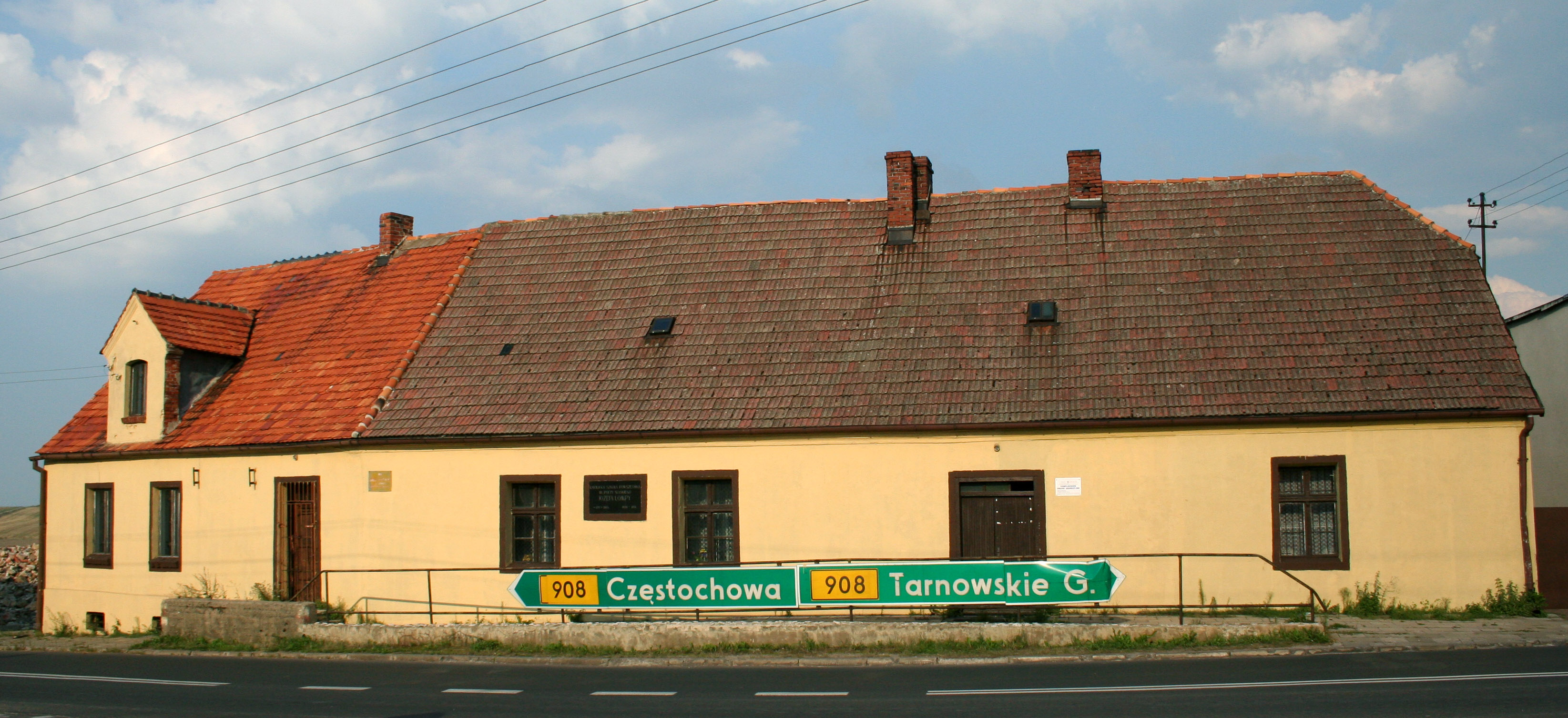
Любша, бывшая школа, где преподавал Юзеф Лёмпа

Был связан с бытомским изданием Dziennik Górnośląski, отстаивавшим права польского населения Силезии. В 1848 году стал инициатором создания «Общества работающих над просвещением верхнесилезского люда», а в 1849 году — вместе с учителем Эмануэлем Смолкой — «Общества учителей — поляков» в Бытоме. Противостоял германизации, выступал за преподавание польского языка и истории в школах, пропагандировал открытие в Силезии польских библиотек. Основал Народную читальню в деревне Любецко под Люблинцем.
Поддерживал связь с другими польскими общественными деятелями, в том числе с мазурским писателем Густавом Гизевиушем и журналистом Павлом Стальмахом из Тешинской Силезии, переписывался Юзефом Лепковским, Ежи Бандтке, Казимиром Войцицким и Юзефом Крашевским. Последнему в 1861 году прислал стихотворение Przestroga do przeciwników narodowości polskiej na Śląsku Pruskim.

## Творчество

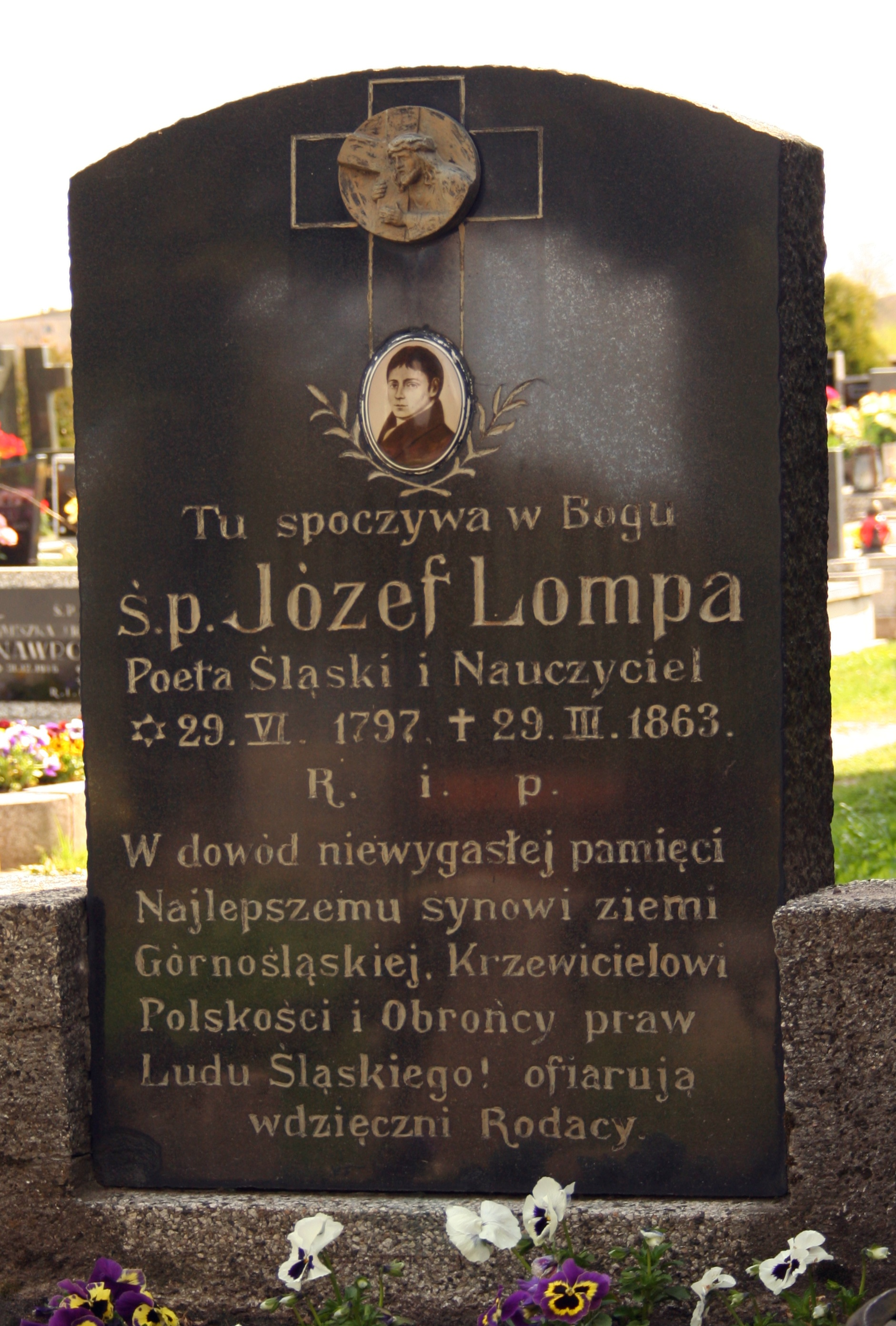
Надгробие Юзефа Лёмпы рядом с костелом св. Валентина в Возниках

Литературное наследие Юзефа Лёмпы включает около ста произведений на польском языке, в том числе около пятидесяти книг. Занимался преимущественно историей и этнографией Силезии, писал многочисленные статьи, стихотворения, переводы, школьные учебники и работы научно-популярного характера. Януш Новаковский, посетивший Лёмпу в 1861 году упоминал в своей статье 38 произведений автора, Юзеф Хоцишевский в книге Geografia ojczysta — 50 произведений, ксёндз Эмануэль Грим в ежеквартальнике Zaranie Śląskie в 1910 году — 53 произведения на народные темы. Газета Schlesische Provinzialblatter в 1863 году оценивала творчество писателя в 100 публикаций на немецком и польском языках.
Составил популярные историко-географические обзоры городов Бычина, Бытом, Козле, Олесно и Ополе. В 1847 году впервые упомянул на польском языке о Кёнигсхютте, а в 1856 году опубликовал в варшавском ежедневнике Kronika Wiadomości Krajowych I Zagranicznych (№ 210) развернутое описание этого города.
Заботился о сохранении песенного и художественного наследия Верхней Силезии. Записал и опубликовал 191 сказку и легенду, а также много материалов по силезскому фольклору.
Сотрудничал с силезской прессой, в том числе газетами Tygodnik Cieszyński и Tygodnik Polski (1845—1846), Dziennik Górnośląski (1848—1849), Telegraf Górnośląski, Szkoła Polska (1849—1853), Gwiazdka Cieszyńska, а также многими журналами из других регионов Пруссии и Царства Польского, популяризируя силезскую тематику.

## Произведения

### Этнография
- Powieści gminne śląskie (в газете Dziennik Górnośląski, 1848)
- Przysłowia i mowy potoczne ludu polskiego w Szlązku (1853), содержит более 700 силезских поговорок[19]
- Historya o Gryzeldzie i margrabi Walterze (1884)[20]
- Klechdy, czyli baśnie ludu polskiego na Śląsku (Варшава, 1900, анонимно)
- Pieśni ludu śląskiego (Вроцлав, 1970), издана по рукописным материалам.[21]

### Языкознание
- O śląsko-polskiej mowie[7]
- Granice mowy polskiej na Śląsku pruskim[7]
- Idyotyzmy i germanizmy śląskie
- Spis książek polskich w Śląsku pruskim wydanych

### Романы
- Zamek w Głogówku — powieść historyczna
- Turcy w Górnym Szląsku. Powieść prawdziwa i zabawna z drugiej połowy XVIII wieku

### Религиозные труды
- Historya o pobożnej i błogosławionej Petroneli, polskiej pustelnicy na górze Chełm u S. Anny w Górnym Szląsku (1855)[22]
- Kwiaty moralne zbierane na Górze Świętej Anny w Górnym Szląsku, wydawające najprzyjemniejszą wonność i posiłek dla dusz pobożnych chrześciańskich: bukiet pierwszy (1854)
- Kancjonał pieśni kościelnych z melodiami (Олесно, 1821)
- Zbiór pieśni na Boże Ciało

### Научно-популярные публикации
- Kruszce śrebrne w Bytomiu Górnośląskim
- Nowe udoskonalone pszczelarstwo ks. plebana Dzierżona — перевод с немецкого
- Historyczne przedstawienia najosobliwszych zdarzeń w królewskim mieście powiatowym w Oleśnie
- Krótkie wyobrażenie historyi Szląska dla szkół elementarnych (Ополе, 1821)
- Krótki rys jeografii Szląska dla nauki początkowej (Глогувек, H. Handel, 1847)[23]
- Książka do czytania dla klassy średniej szkół katolickich miejskich i wiejskich (1853)[24]
- Przewodnik do rachunków pamięciowych dla Nauczycieli elementarnych jako też dla własnego ćwiczenia się (1848)
- Pielgrzym w Lubopolu, czyli nauki wiejskie, szczególniej dla ludu szląskiego zastosowane (1844)[25]
- Wzory kaligraficzne polskie
- Krótki rys nauki naturalnej
- Wskazówki do stosownej uprawy wiejskich warzywnych ogrodów
- Przewodnik dokładny dla odwiedzających święte miejsce (…) w Częstochowie (1860)[26]

## Память
Юзефу Лёмпе посвящены рассказы Pierwsze światła Зофьи Коссак-Щуцкой (сборник Nieznany kraj, 1932) и драма Lompa Казимежа Голбы (1945).
В городах Забже, Возники и Ополе установлены памятники писателю.
Именем Юзефа Лёмпы названы школы в населенных пунктах Любша (там же расположен его музей), а также Кудова-Здруй, Олесно, Старча, Возники, Радзёнкув, Руда-Слёнска, Гродкув, Бытом, Лодзь, Катовице и Хожув
Улицы Юзефа Лёмпы существуют в Силезии и других регионах Польши, в том числе в городах Любань, Катовице, Люблинец, Пщина, Пекары-Слёнске, Рыбник, Кендзежин-Козле, Бжег, Олесно, Вроцлав, Забже, Зембице, Свидница, Прудник, Немодлин, Возники и Бельско-Бяла.
Силезское и опольское воеводства соединяет туристическая тропа Юзефа Лёмпы, проходящая по местам, связанным с деятельностью писателя.

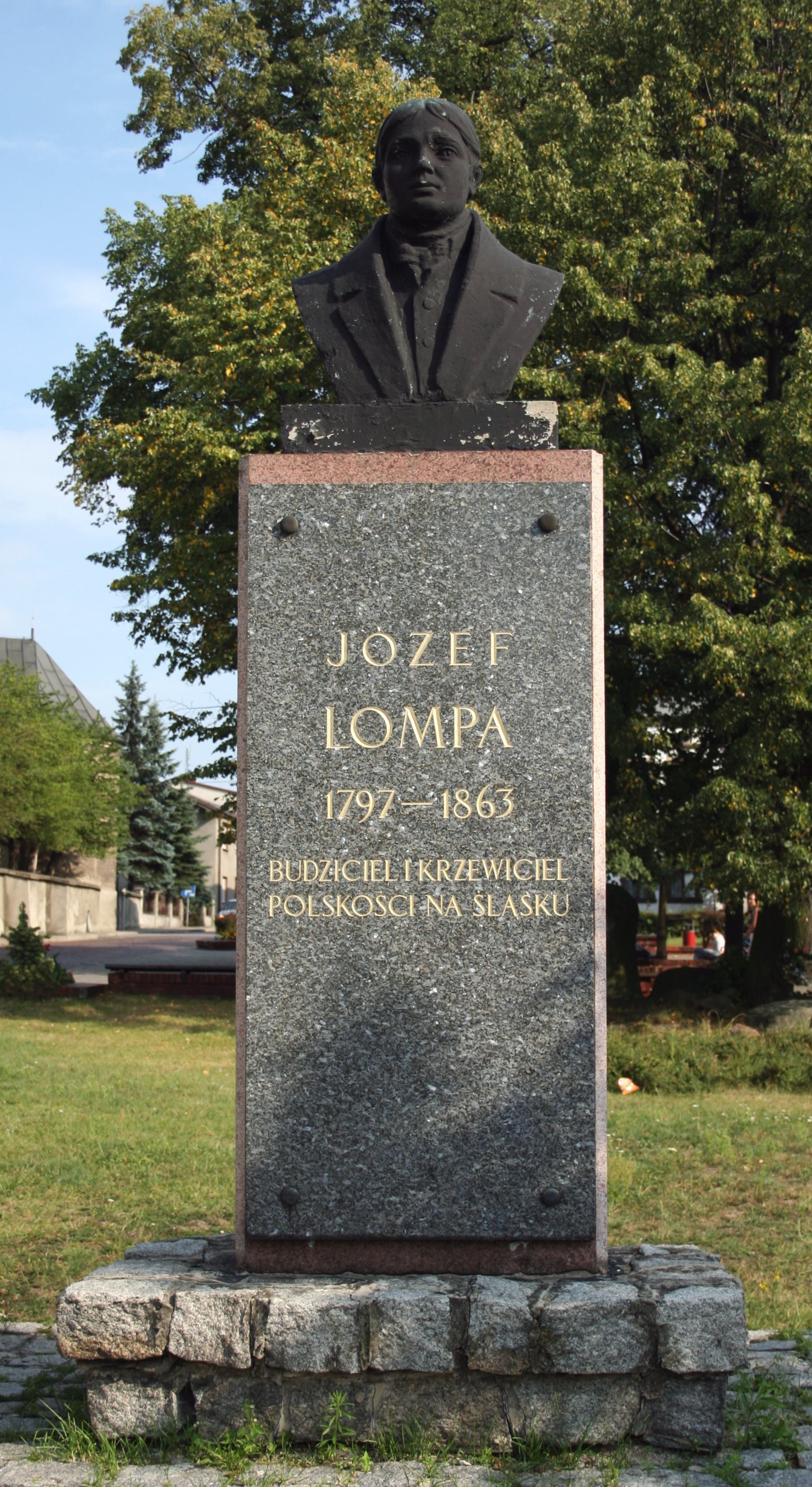
Памятник в Возниках
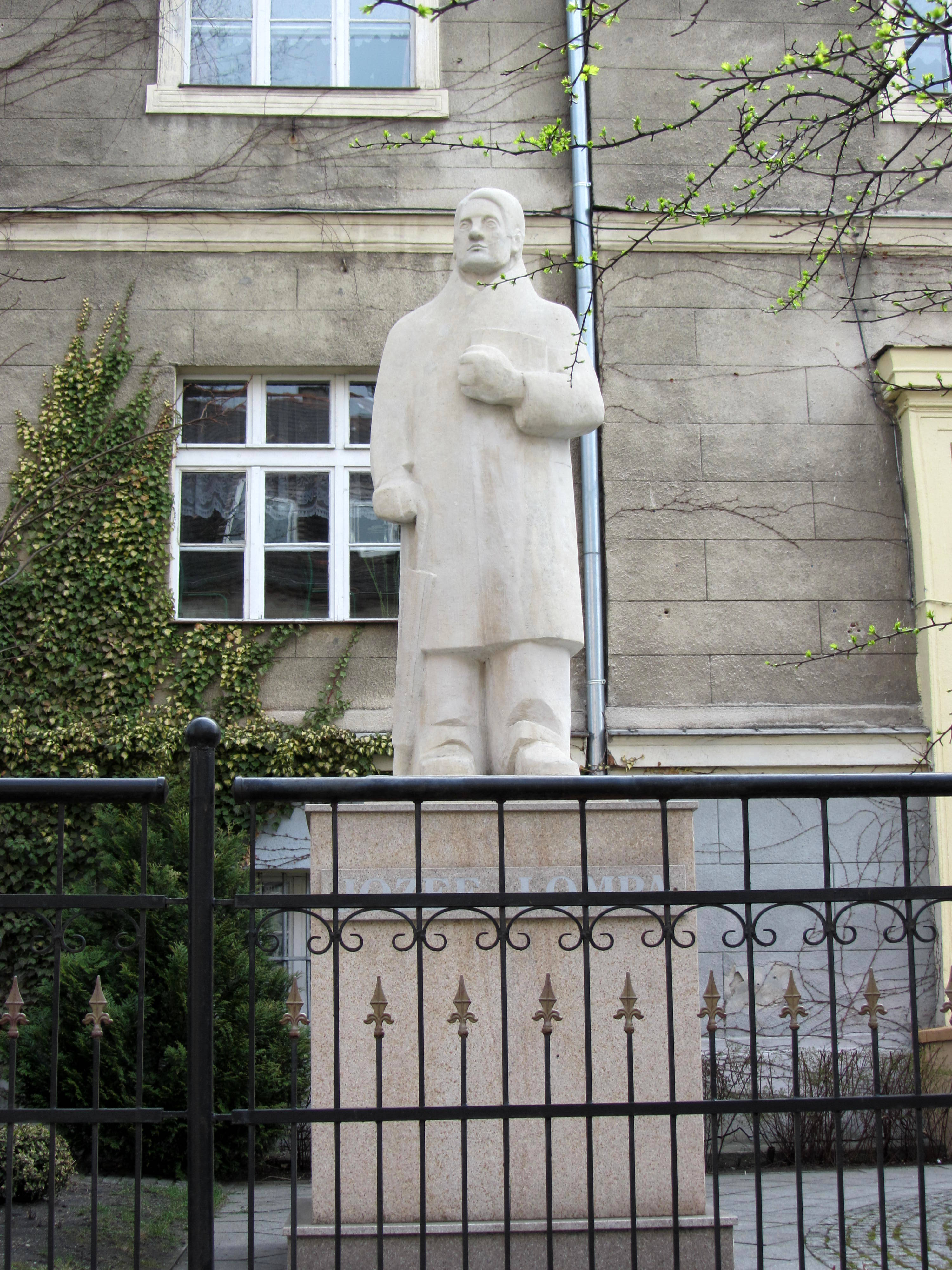
Памятник в Ополе
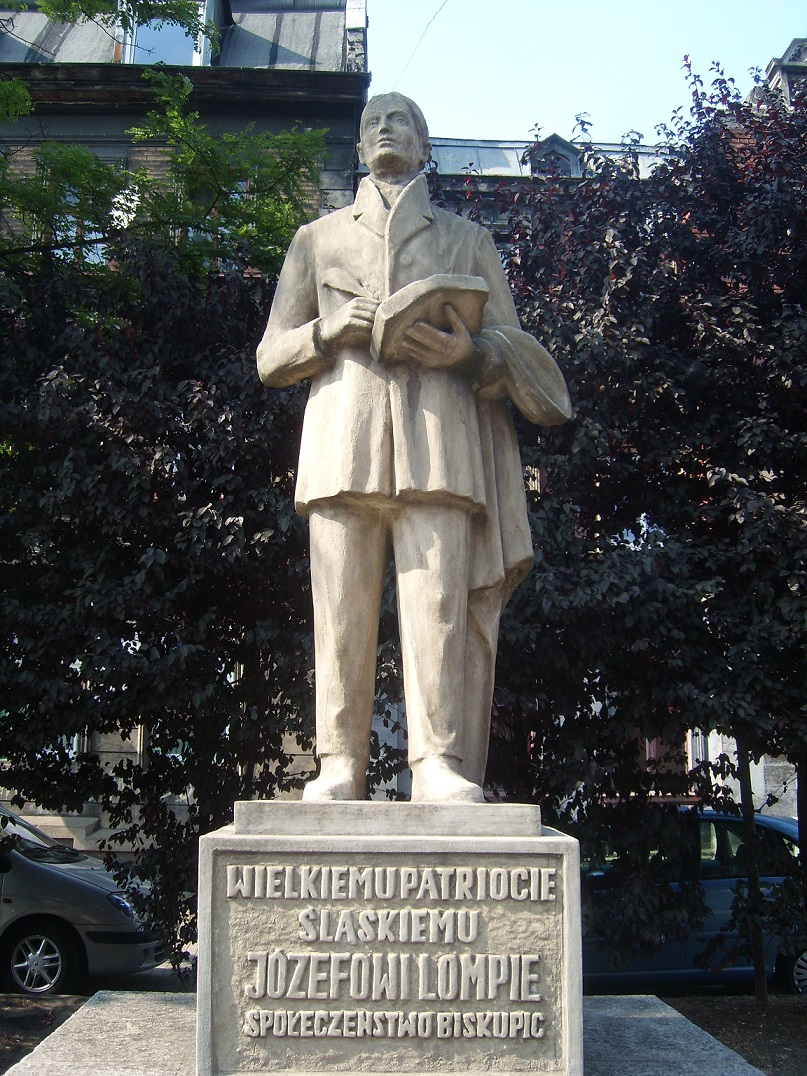
Памятник в Забже